# Welshpool

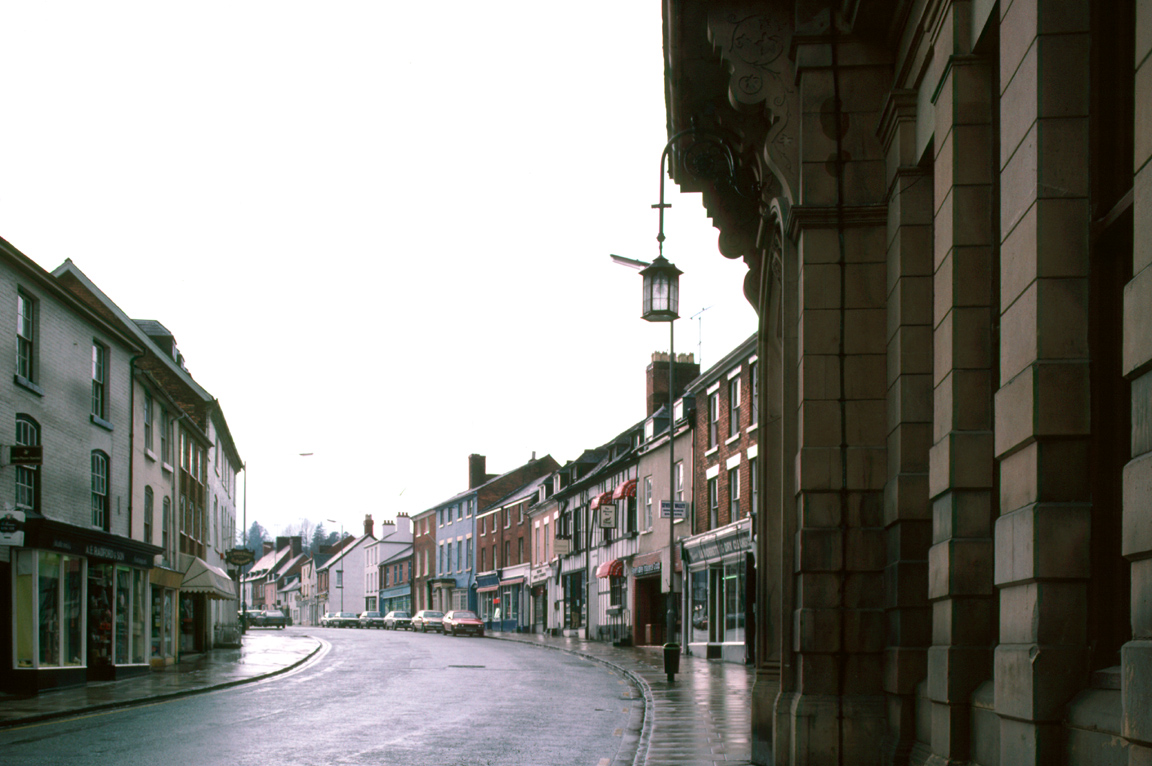
Blick vom Rathaus die Hauptstraße entlang

Welshpool (walisisch Y Trallwng) ist eine Stadt in der walisischen Grafschaft Powys; sie liegt im Tal des Flusses Severn und besitzt seit 1263 Marktrecht.
Welshpool ist Zentrum einer weitläufigen ländlichen Region; schon seit dem 7. Jahrhundert fand hier jeden Montag der größte walisische Rindermarkt statt. Die Nähe zur Grenze von England hat sich schon im Mittelalter in pro-englischen Tendenzen niedergeschlagen; die Einwohner waren traditionell Englisch sprechend. Auch das Stadtbild mit einer breiten Hauptstraße und vielen Backsteinhäusern ist nicht mittelalterlich, sondern eher georgianisch.
Die Kirche St. Marien geht zurück auf das Jahr 1240. Dort sind die Grabmonumente der Grafen von Powys zu sehen. Das 1874 gegründete Powysland Museum zeigt vor allem Römerfunde und heimatkundliche Objekte. Am Stadtrand führt Offa’s Dyke vorbei.

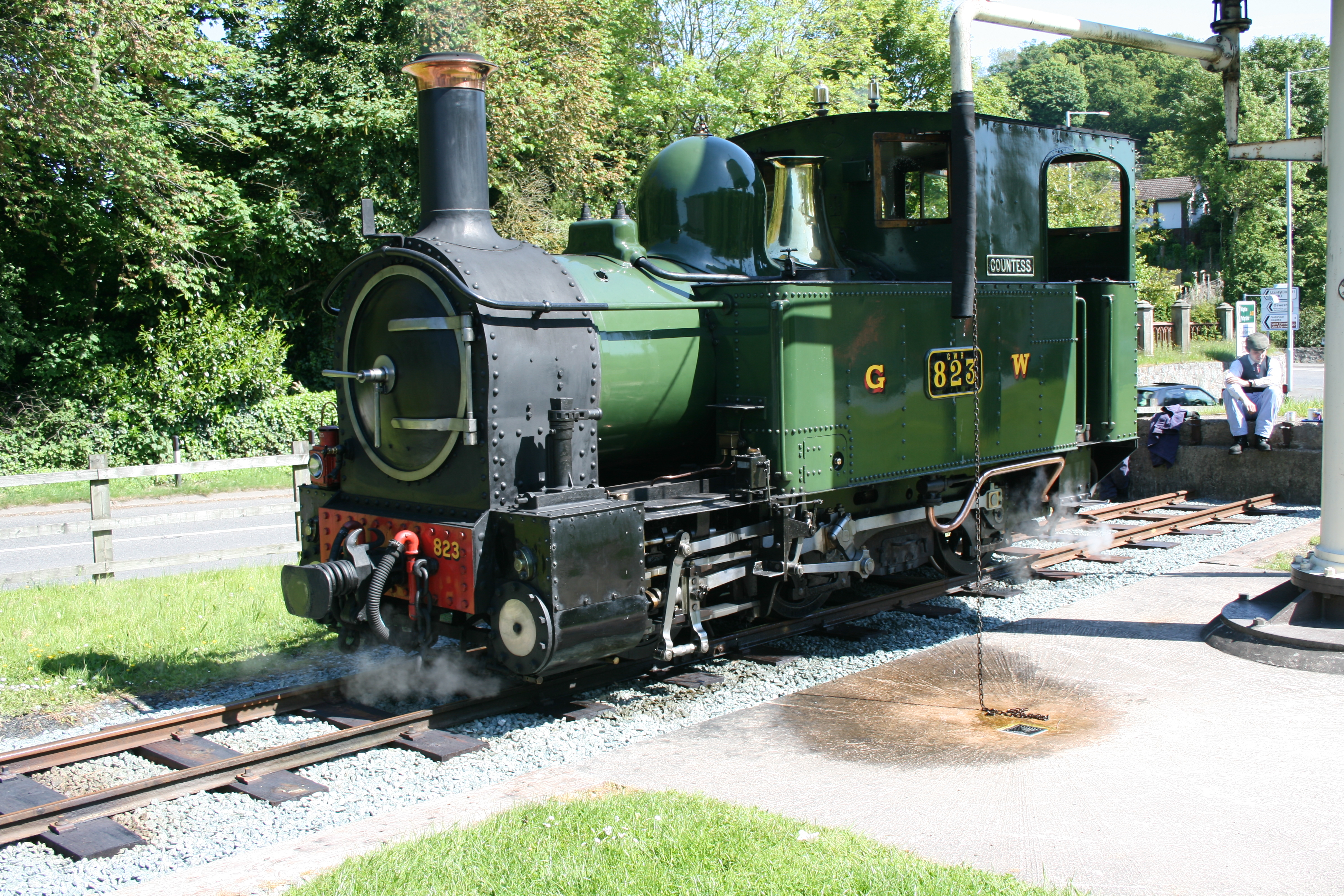
Schmalspurbahn

Eine im Jahr 1903 eröffnete Schmalspur-Eisenbahnlinie, die Welshpool and Llanfair Light Railway (W&LLR), verband Welshpool mit der 14 km entfernten Ortschaft Llanfair Caereinion. Die Strecke wurde 1956 stillgelegt; seit 1963 wird die wiederhergestellte Dampfeisenbahn auf gemeinnütziger Basis als Touristenattraktion betrieben.
2,5 km südlich der Stadt liegt auf einem Felsrücken Powis Castle. Die auf das 12. Jahrhundert zurückgehende Burg wurde 1952 dem National Trust überlassen.

## Geschichte
St. Cynfelin (auch bekannt unter St. Matu) ist der angebliche Gründer der zwei Kirchen in der Stadt, St. Mary’s und St. Cynfelin's, während den „Jahren der heiligen in Wales“ im 5. und 6. Jahrhundert.

## Töchter und Söhne der Stadt
- Anthony „Duster“ Bennett (1946–1976), britischer Bluesmusiker.
- Michael Jones (* 1952), walisisch-französischer Sänger